# André Navez
Pour les articles homonymes, voir Navez.
 (octobre 2022).
Si vous disposez d'ouvrages ou d'articles de référence ou si vous connaissez des sites web de qualité traitant du thème abordé ici, merci de compléter l'article en donnant les références utiles à sa vérifiabilité et en les liant à la section « Notes et références ».
André Navez, né le 12 mars 1952 à Bienne-lez-Happart, est un homme politique belge francophone, membre du PS.

## Biographie
André Navez est diplômé A3 (technique secondaire inférieur), il quitte le circuit scolaire à 16 ans; il est engagé comme commis à la Fédération des Mutualités socialistes du Centre où il devient chef de service (-2000).
En juillet 2000, il s'oppose au parachutage de Marie Arena sur Binche. Il siége désormais comme indépendant au Parlement wallon. Il remporte avec les socialistes dissidents la majorité absolue à Binche et devient le nouveau bourgmestre. En novembre 2002, il entreprend de rallier les mécontents du PS et son Union binchoise s'allie à l'Alternative socialiste citoyenne de Flémalle, conduite par Marcel Cools, et à Socialisme et participation de Tubize. L'union se réalise en novembre 2002 au sein du Mouvement socialiste wallon autour du programme élaboré par Francis Bismans. 
En mai 2003, Navez se présente sous cette bannière en Hainaut, lors du scrutin fédéral, sans succès.

## Carrière politique
- Conseiller communal de Binche (1977- 2012)
  - Échevin (1977-2000)
  - Bourgmestre (2001-2006)
- Député wallon (1999-2004)